# تويوتا إنوفا
تويوتا انوفا هي سيارة صغيرة الحجم من نوع إم في من صنع شركة تويوتا اليابانية لصناعة السيارات. وقد تم إنتاجها لأول مرة في إندونيسيا تحت إشراف تويوتا أسترا موتور منذ عام 2004، كما تم تصنيعها في دول أخرى. إنوفا لديها هيكل مبني على تويوتا هايلوكس. واسمها الرسمي في إندونيسيا هو تويوتا كيانغ إينوفا، بينما يطلق عليها في بلدان أخرى اسم «إينوفا» أو «إنوفا كريستا».

## وصلات خارجية
- الموقع الرسمي
 (Indonesia)